# Chautang
Chautang és un riu d'Haryana.
Neix a la plana prop del riu Sarawasti, i corre pararalel a aquest. S'uneixen prop de Balchhapar però reapareixen separats més valls, i el Chautang corre llavors paral·lel al Jumna i gira a l'oest cap a Hansi i Hissar. Desaigua al Canal Hisar, branca del Canal de Western Jumna, després d'un curs de 418 kilòmetres.